# Врт праведника у Палерму
Врт праведника (giardino dei Giusti, бивши Врт улице ловора, giardino di via Alloro) је јавни врт у Палерму, који је био на браунфилд локацији старог града (четврт Ла Калса) окруженој зидовима. Градска управа га је обновила у току 1999-2000. по пројекту градског архитекте Ђузепа Престиђакома (Giuseppe Prestigiacomo). Налази се у самом центру града, са погледом на улицу од великог значаја за историјски центар града: via Alloro. Дану преименовања и отварања врта 25. фебруара 2008. присуствовали су градоначелник Палерма и израелски амбасадор у Италији .

## Значење врта
Овај врт је један од многих у свету који је подигнут по узору на „Врт праведника међу нацијама“ из Јерусалима основаног 1960. године у оквиру комплекса Јад Вашем на иницијативу Моше Бејског (Moshe Bejski) тадашњег управника комплекса кога је спасао током II светског рата Шиндлер (Oskar Schindler). Идеја је била да се онима који су помагали Јеврејима за време Холокауста, а сами нису Јевреји, ода почаст и чува успомена садњом дрвета у врту праведника. До краја 2013. године 25.271 појединац је проглашен праведником, међу њима је и 131 српске националности .

## Историјат
Током XII и XIII века ту је био мали украсно-утилитарни врт, а у XVIII веку замак племкиње Франческе Фулци (Francesca Fulci) познат и као "Palazzo Graco". Замак је уништен у бомбардовањима Палерма у мају 1943. године. Ранији врт, отворен у јуну 2000, добио је име Ловоров (giardino dell'Alloro) као и улица у којој се налази у знак сећања на велелепно стабло које је изумрло 4. децембра 1704, а налазило се у палати Сент Габријел која је са супротне стране недалеко од врта. У знак сећања на изумрло стабло засађен је са спољне стране зида врта одрасли примерак ловора (Laurus nobilis).